# Євразія (1984)

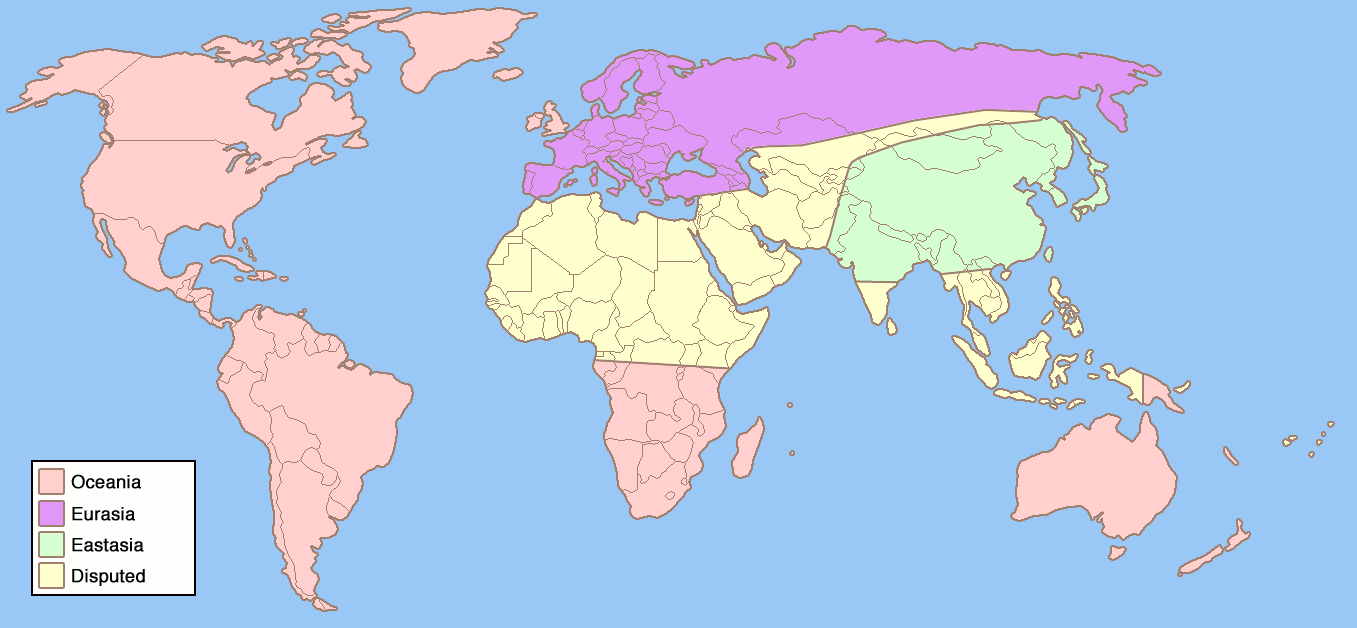
Політична карта світу в романі «1984». Території, які контролює Євразія, позначені фіолетовим кольором

Євразія (англ. Eurasia) — ворожо-дружня держава в художньому романі Джорджа Орвелла «1984».

## Назва
Припускається, що під назвою «Євразія» Орвелл розумів не стільки назви субконтинентів Європи та Азії, а швидше етнотопоніми Європу та Росію, внаслідок чого вийшло:

## Розташування
Країна займає території СРСР, континентальної Європи і Туреччини. Займає простори тринадцяти часових поясів від Португалії до Берингової протоки.

## Геополітика
Протягом більшої частини роману Євразія разом з Істазією виконує роль закадрового противника-союзника та ворога Океанії. Пізніше було заявлено, що Євразія та Океанія не є ворогами.